# John Carbone
Giovanni Carbone (30 luglio 1977) è un ex calciatore australiano.

## Carriera
Giovanni "John" Carbone ha giocato 91 incontri nel massimo campionato australiano di calcio (National Soccer League) per i Perth Glory e i Brisbane Strikers. Ha come miglior risultato un secondo posto nella stagione 1999-2000, in cui però non ha giocato nella fase finale.
Dopo il ritiro si è laureato in scienze della formazione e si è dedicato all'insegnamento di discipline sportive, prima presso il Darling Range Sport College, quindi presso l'Ashdale Secondary College.